# 栃木県の資格者配置路線
栃木県の資格者配置路線（とちぎけんのしかくしゃはいちろせん）とは、交通誘導警備業務に関し、道路又は交通の状況により、栃木県公安委員会が道路における危険を防止するため必要と認める路線である。当該路線で交通誘導警備業務を実施するにあたっては、交通誘導警備業務を実施する場所ごとに、交通誘導警備業務1級検定又は2級検定の合格証明書の交付を受けた警備員を1名以上配置しなければならない。

## 告示・施行
- 2006年11月30日：告示　　栃木県公安委員会告示第72号
- 2007年6月1日：施行
- 2009年9月30日：一部改正　栃木県公安委員会告示第54号
- 2010年4月1日：施行

## 路線一覧
|   | 路線名    | 区間         |
| - | --------- | ------------ |
| 1 | 国道4号   | 栃木県の全域 |
| 2 | 国道50号  | 栃木県の全域 |
| 3 | 国道119号 | 栃木県の全域 |
| 4 | 国道121号 | 栃木県の全域 |
| 5 | 国道123号 | 栃木県の全域 |
| 6 | 国道293号 | 栃木県の全域 |
| 7 | 国道294号 | 栃木県の全域 |
| 8 | 国道400号 | 栃木県の全域 |
| 9 | 国道461号 | 栃木県の全域 |